# Aronov znak
Aronov znak је objektivna fizička manifestacija koja se pri fizikalnom pregledu dobija palpacijom, u vidu bola ili osećaj poremećaja u predelu epigastrijuma ili trbuha nakon neprekidnог čvrstог pritiskа iznad Mekburnijeve anatomske tačke. Znak je karakterističan za zapaljenje slepog creva (apendicitisu).

## Poreklo naziva
Eponim en Aaron's sign — Aronov znak izvedan je iz imena američkog gastroenterologa Čarlsa Arona (Charles Dettie Aaron 1866 — 1951).

## Dijagnostički značaj
Aronov znak se odnosi na bol ili nelagodnost u prekordijalnoj ili epigastričnoj regiji dok se primenjuje kontinuiran čvrst pritisak u području Mekburnijeve anatomske tačke, najčešće kod zapaljenja slepog creva.

## Literatura
- Aaron, Charles D. (1913). „A Sign Indicative of Chronic Appendicitis”. Journal of the American Medical Association. 60 (5): 350—351. doi:10.1001/jama.1913.04340050020007..
- Michele C. White, Physical Signs in Medicine and Surgery: An Atlas of Rare, Lost and Forgotten.
- Диагностика острого аппендицита, В.А. Пронин, В.В. Бойко, Харьковский национальный медицинский университет.

## Spoljašnje veze
Aaron's sign — www.whonamedit.com (језик: енглески)
|  | Molimo Vas, obratite pažnju na važno upozorenje u vezi sa temama iz oblasti medicine (zdravlja). |